# Homo Father
Homo Father – polski filmowy komediodramat w reżyserii Piotra Matwiejczyka z 2005 r. Film zaliczany do nurtu kina niezależnego.
Film znany jest m.in. z faktu, że podczas 30. Festiwalu Polskich Filmów Fabularnych w Gdyni stracił 16 minut czasu trwania przez ocenzurowanie oraz z wycofania go przez Telewizję Polską z konkursu filmów niezależnych w TVP2 w czerwcu 2006 r.

## Fabuła
Film w ironiczny sposób porusza temat adopcji w związkach homoseksualnych oraz problem ukrywania swej orientacji seksualnej. Gabriel i Robert to młodzi mężczyźni, którzy są ze sobą od trzech lat. Robert nie chce pokazać światu swojego związku. Gabriel zaś przeciwnie – chciałby pokazać wszystkim jak bardzo się kochają. Pewnego dnia w ich domu pojawia się Natalia, z którą Gabriel trzy lata temu miał krótki romans. Przyprowadza im małą dziewczynkę, Amelię, a następnie pozostawia ją pod opieką Gabriela. Przez telefon informuje, że dziewczynka to jego córka.

## Obsada
- Bodo Kox – Gabriel
- Dawid Antkowiak – Robert
- Goria Korneluk – Natalia
- Daria Iwan – Mariola
- Amelia Matwiejczyk – Amelia, córka Gabriela
- Magdalena Woźniak – Barcikowa
- Robert Gonera – Karol Adamowicz